# Easton (Suffolk)
Easton is een civil parish in het bestuurlijke gebied Suffolk, in het Engelse graafschap Suffolk. In 2001 telde het dorp 320 inwoners.
In de 13e-eeuwse Allerheiligenkerk zijn graven en gedenktekens te vinden van o.a. Sir John Barker, 7e en tevens laatste Baronet van Grimston Hall (1741–1766) en die van George Richard Savage Nassau, een nazaat van Frederik Hendrik van Oranje.
In Easton bevinden zich slangenmuren. De grote bijzonderheid ervan is de lengte van het langste deel (vele honderden meters).